# 小默尔森
小默尔森是德国图林根州的一个市镇。总面积4.30平方公里，总人口340人，其中男性179人，女性161人（2011年12月31日），人口密度79人/平方公里。